# Advanced Synthesis & Catalysis
Advanced Synthesis & Catalysis (nach ISO 4-Standard in Literaturzitaten mit Adv. Synth. Catal. abgekürzt) ist eine wissenschaftliche Zeitschrift der Chemie. Die Zeitschrift wurde 2001 gegründet. Vorsitzender des Herausgebergremiums ist Ryoji Noyori von der Nagoya University, Nagoya, Japan und dem Forschungsinstitut RIKEN, Saitama, Japan. Die zuvor fusionierten Fachzeitschriften Chemiker-Zeitung und Journal für praktische Chemie sind 2001 in der Zeitschrift Advanced Synthesis & Catalysis aufgegangen.
Der Impact Factor lag im Jahr 2023 bei 4.4. Nach der Statistik des ISI Web of Knowledge wird das Journal mit diesem Impact Factor in der Kategorie angewandte Chemie an siebter Stelle von 71 Zeitschriften und in der Kategorie organische Chemie an fünfter Stelle von 57 Zeitschriften geführt.